# Kai Normann Andersen
Kai Normann Andersen (11. april 1900 i København–24. juni 1967 på Frederiksberg) var en dansk komponist. Han var en af de førende danske komponister i første halvdel af det 20. århundrede. Han var uddannet bankmand, men kom tidligt i gang som komponist. Han bidrog til film og revyer med iørefaldende melodier. Melodierne til Landmandsliv og operettefilmen Mød mig på Cassiopeia blev store schlagere, ligesom en lang række melodier til både Liva Weel og hans hustru Ellen Gottschalch blev det.
Han var særdeles produktiv og skrev over 900 melodier. Blandt dem var kendte numre som: "Man binder os på mund og hånd", "Man bli'r så glad når solen skinner", "Jeg har en ven, en rigtig sailor" og "Hot Hot". Der er udgivet cd'er med alle de originale Kai Normann Andersen-fortolkninger med så forskellige kunstnere som Bjarne Liller, Grethe Mogensen og Ann-Mette Elten har udsendt komplette Kai Normann Andersen-album udsat for jazz-, pop- eller visearrangementer. Et udvalg af Kai Normann Andersens tidløse musik er optaget i Kulturkanonen i 2006. Andersen omtales i bogen Det 20. århundrede - De 100 mest betydningsfulde personer i Danmark.
Han er begravet på Frederiksberg Ældre Kirkegård.

## Kendte melodier (udvalg)
- "Stemningsmelodi"
- "Pige træd varsomt"
- "Lille du"
- "Glemmer du"
- "Den allersidste dans"
- "I dit korte liv"
- "Der var engang"
- "Musens sang"
- "Du gamle måne"
- "Titte til hinanden"
- "Jeg har elsket dig så længe jeg kan mindes"
- "Hot hot"
- "At elske er at leve"
- "Gå med i lunden"
- "Kammerat vær en mand"
- "Åh hvor jeg ih hvor jeg uh hvor jeg vil"
- "Der er tusind sange"
- "God morgen, god morgen"
- "Jeg har en ven"
- "Man blir så glad når solen skinner"
- "Hele verden nynner"
- "Man binder os på mund og hånd"
- "Jeg gir mit humør en gang lak"
- "Jeg ku bli noget så 1-2-3"
- "Alle går rundt og forelsker sig"
- "Flyv min hest"
- "Gå ud og gå en tur"
- "De små, små smil"
- "Jeg er på vej"
- "Den gamle skærslippers forårssang"
- "Så sødt som i gamle dage"
- "Filmstrimler"
- "Drømmeland"